# Cadwork
Cadwork – program 3D-CAD/CAM do projektowania konstrukcji drewnianych, powstały w 1980 r. Swoją innowacyjność zawdzięcza środowisku pracy, dostosowanemu do wymagań projektowania konstrukcji drewnianych. Program współpracuje z maszynami CNC do obróbki drewna. 
Zastosowanie programu to: 
- Konstrukcje drewniane,
- Lamele,
- Konstrukcje żelbetowe,
- Drogi, ulice, autostrady,
- Kartografia.

## Moduły programu
- cadwork 3D jest to główne środowisko pracy, współpracujące z pozostałymi modułami i służy do modelowania dowolnych konstrukcji 3D oraz wydania koniecznych do realizacji rysunków, zestawień elementów i danych dla maszyn do obróbki drewna.

- cadwork 2D jest modułem architektonicznym sporządzającym plany, rzuty, przekroje 2D. Jest to 2.5D CAD System, który dostarcza nie tylko dwuwymiarowego opracowywania, ale też automatycznie uwzględnia informacje dotyczące wysokości elementów. Informacje te wykorzystywane są przez cadwork 3D.

- cadwork Warianty umożliwia zamodelowanie konstrukcji wprowadzając parametry takie jak: rozstawy, ilość ram, nachylenie. Funkcjonowanie graficznego tworzenia wariantu odpowiada normalnemu projektowaniu CAD.

- cadwork DachAbbund jest programem do projektowania więźb dachowych. Dostępnych jest wiele funkcji, które umożliwiają zamodelowanie konstrukcji dachu, ram stolcowych.

- cadwork Schody jest programem do wykonania konstrukcji schodów.

- cadwork Lamela – na podstawie dowolnego konturu dźwigara klejonego automatycznie obliczany jest podział oraz ilość lameli z dokładnymi wymiarami w stanie surowym.

- cadwork Maszyna – moduł wbudowany w program, służący tworzeniu plików rozpoznawanych przez maszynę. Poszczególne elementy konstrukcji są rozpoznawane przez maszyny do obróbki drewna.

- cadwork Drogi – moduł ten generuje przekroje podłużne i poprzeczne. Tworzy model 3D terenu i ulicy.

## Przykłady współpracujących maszyn ciesielskich
- Weinmann,
- Hundegger P8/P10/K1/K2/K2+/PBA,
- Baljer&Zembrod,
- Krüsimatik,
- Krüsi,
- Blockbau,
- Lignamatik,
- Schmidler,
- Creneau,
- Industriel,
- CMS,
- Depauw,
- Burmek,
- Randek,
- Morbidelli.

## Wymiana danych z innymi programami
Możliwa jest wymiana danych w następujących formatach:
- ACIS-3D (AutoCAD),
- IFC (ArchiCAD),
- DXF,
- DWG,
- DTH,
- Rstab,
- 3D-HLI,
- IGES,
- STEP/ STP,
- Tornado,
- Artlantis,
- CATIA_V5.

Pliki cadwork mają rozszerzenia:
- .2d,
- .2dc (rysunek 2D),
- .3d,
- .3dc (rysunek 3D),
- .2dr (projekty dróg),
- .2dv (elementy parametryczne).